# Епископ Дарема
Епископ Дарема (англ. Bishop of Durham) — глава церковной провинции Дарем.

## Общая характеристика
Даремский диоцез занимает уникальное положение среди английских епархий. Из-за своего географического расположения — епархия находится в Северной Англии на границе с Шотландией — епископы были вынуждены кроме выполнения функций, связанных с духовной должностью, брать на себя конституционные и политические функции. В результате их права и привилегии были своеобразными и обширными. Даже в настоящее время епископ Дарема имеет преимущество перед всеми остальными английскими прелатами, за исключением архиепископов Кентерберийского, Йоркского и епископа Лондона.

## История

### Ранняя история. Епископы Линдисфарна

Карта диоцезов в англосаксонской Англии в 850—925 годах

Епископы Дарема являются правопреемниками англосаксонских епископов Линдисфарна: этот престол был основан в 635 году святым Айдоном, который приехал из монастыря Айона по просьбе короля Нортумбрии Освальда, чтобы проповедовать христианство в недавно завоёванных языческих землях. Он построил монастырь недалеко от Нортумбрии — на острове Линдисфарн, также известном под названием «Святой остров». В результате христианство в Нортумбрии имело кельтское происхождение и следовало кельтским обычаям. Из-за того, что на юге христианство имело римские обычаи, что вызвало конфликт. Споры, возникшие во время правления третьего епископа, Святого Колмана, были урегулированы в 664 году на прошедшем в Уитби синоде, на котором было принято использование римских церковных обычаев. Вскоре после этого Колман сложил с себя обязанности епископа. В том же году кафедра была перенесена в Йорк, а епископом стал Святой Вильфрид.
В 668 году Святой Теодор, архиепископ Кентерберийский, выделил из Йоркского диоцеза 2 новые епархии: Лундисварскую в Линкольншире и диоцез в Берниции, который, в свою очередь, в 680 году был разделён на 2 части — диоцезы с местоприбыванием престола в Линдисварне и Хексеме. Отдельная епархия была создана и для Южной Пиктавии. В итоге, когда епископом Линдисфарна стал Святой Кутберт, его епархия была лишь мало частью той, что была при первом епископе.

### Перенос кафедры в Дарем
В IX веке в Нортумбрию начались набеги викингов. Около 820 года была ликвидирована Хексемская епархия, присоединённая к Йоркскому диоцезу. В 875 году епископ Линдисфарна Эрдульф был вынужден покинуть свою кафедру: вместе с монахами он, прихватив тело Святого Кутберта, бежал от викингов. После семилетних скитаний в 882 году они нашли пристанище в Честер-ле-Стрит, откуда он и его восемь преемников управляли епархией.
В 995 году епископ Элдун, вновь столкнувшись с набегом викингов, был вынужден бежать вместе с телом Святого Кутберта в Рипон. После того, как угроза исчезла, он попытался вернуться в Честер-ле-Стрит, но, по легенде, когда он находился неподалёку от Дарема, ему было явлено чудесное знамение, что тело должно остаться там, где позже вырос город Дарем. Тело Святого было помещено в каменную часовню, а на месте современного кафедрального собора епископ начал строительство каменной церкви, законченной и освящённой в 999 году. Таким образом Элдун стал первым епископом Дарема.

### Даремский палатинат
После Нормандского завоевания Англии первый нормандский епископ, Уильям Валшер, был в 1080 году убит восставшими горожанами. Его преемник, Уильям де Сен-Кале начал строительство Даремского собора, фундамент которого был заложен 29 июля 1093 года. Кроме того, он заменил светский капитул собора на монахов-бенедиктинцев. В 1104 году в собор была перенесена главная святыня — тело Святого Кутберта.
Английские законы с давних времён признавали двойную юрисдикийю епископов Дарема. Её происхождение так и не установлено. По одной версии, она представляла собой местный пережиток королевства Нортумбрия, по другой — была пожалована или Альфредом Великим, или Вильгельмом Завоевателем. В настоящее время более вероятным считается, что эта юрисдикция представляет собой развитие привилегий, предоставленных епископам Дарема.
Установлено, что ещё до Нормандского завоевания епископы Дарема управляли большими земельными владениями, известными как «Патримоний Святого Кутберта» (лат. Patrimonium Sancti Cuthbert). В результате они обладали иммунитетом как против суверенной власти короля Англии, так и против местных прав графа Нортумберленда. Даже во время Нормандского завоевания епископ управлял графством Дарем, имевшего статус палатината, как почти суверенный правитель. Во время создания в 1086 году «Книги Страшного суда» земли епархии не были включены в неё. Власть епископа усиливал и тот факт, что ему нередко приходилось отражать вторжения шотландцев своими силами и за свой счёт, что способствовало как военной, так и финансовой независимости Даремского палатината. Установлению прочных связей с английскими монархами препятствовало и сильное чувство независимости Нортумбрии. Только во второй половине XII века Генриху II Плантагенету благодаря умелой политике удалось подчинить епископов Дарема центральной власти, но и оно было сильно ограничено. Благодаря тому, что епископ Гуго де Пюизе был двоюродным братом и личным другом короля, ему удалось позаботиться о получении хартий, необходимыми для защиты привилегий епархии, которые, в отличие от привилегий других палатинатов, были сохранены.
В результате наличия привилегий епископ Дарема пользовался в пределах своей епархии всеми теми правами, которыми король владел в своём королевстве. Он был главой гражданского правительства и назначал всех гражданских служащих. В пределах Даремской епархии главенствовали приказы епископа, а не короля, а «епископский мир» считался отличным от «королевского мира» вплоть до правления Генриха VIII. Все нарушители закона судились в епископском суде, а при необходимости наказания его выполняли чиновники епископа. Все конфискации за измену или за войну были правом епископа. Кроме того, он мог организовывать ярмарки и создавать цеха. При этом епископ Дарема не имел права заключать договоры с иностранными державами, хотя известны факты проведения тайных переговоров с королями Шотландии. У него был свой монетный двор, на реверсе каждой отчеканенной монеты писались инициалы епископа. В итоге епископ Дарема был очень сильными феодалами, поскольку все земли в епархии принадлежали лично ему, а не королю. Из этого вытекали его права на опеки, рудники, а также обширные права на леса. По закону епископ имел право приостанавливать любые судебные разбирательства, приостанавливать действие закона и мировать правонарушителей. Кроме духовных судов в епархии существовали и суды общего права, права справедливости и морского права и именно епископ регулировал отношения между ними и светскими судами.
Хотя теоретически епископ Дарема фактически имел королевские права в своих владения, на практике его власть всё же ограничивалась английскими монархами. В ряде случаях король ущемлял епископские права, иногда возникали конфликты юрисдикций. Епископская власть развивалась вплоть до конца XIII века, но затем последовал период, когда английские монархи достаточно неохотно терпели подобное положение из-за того, что Даремская епархия была своего рода буферным государством между Англией и Шотландией. Кроме того, в это время было трудно разрешить проблемы из-за возникающих сложностей как церковного, так и феодального характера. В некоторых источниках утверждается, епископский совет был аналогом английского парламента, однако по сути он был своеобразном симбиозом ассамблеи и совета. Ассамблея по сути была аналогом суда графства, собиравшая деньги как за счёт налогов, так и по требованию короля или епископа. Но он не был законодательным собранием, поскольку общее законодательства на Даремский палатинат не распространялось, при том что Дарем до правления Стюартов в английском парламенте представлен не был. Если английские законы не предназначались для применения к Дарему, они указывались как исключение. Совет же изначально совет был феодальным органом, избираемый из прямых вассалов епископа и его чиновников. На него возлагались функции непосредственного управления палатинатом, финансовые вопросы и обязанность давать советы епископу. Из совета возникли судебные органы палатината.
Большая часть гражданской и судебной независимости Даремского палатината была упразднена Актом о возвращении, который был принят английским парламентом в 1536 году по воле короля Генриха VIII. Он упраздял полунезависимую власть епископа Дарема, которым в это время был Катберт Тансталл. Он оказался последним католическим прелатом на Даремском престоле и оказался свидетелем подавления монастырей, Благодатного паломничества 1536 года и, наконец, упразднения Даремского аббаства в 1540 году, которое повлекло за собой разграбление усыпальницы Святого Кутберта. Во время правления Эдуарда VI парламент принял акт о роспуске Даремской епархии и преобразования её в графство-палатинат. После краткой передышки во время правления Марии I в июле 1569 года епископ Тансталл лишён кафедры Елизаветой I и умер в заточении 18 ноября. Все последующие епископы были англиканскими.
Во время «Северного восстания» католики захватили Даремский собор, восстановили алтарь и публично отслужили в нём мессу, сделав его последним из старинных английских соборов, в которых когда-либо служилась месса.

### Епископы Дарема в настоящее время
Остатки привилегий Даремского палатината, за исключением периода английской революции, сохранялись вплоть до 1836 года, пока не были отменены парламентским актом, а полномочия были возвращены короне.
В настоящее время епископ Дарема — один из пяти духовных лордов, которые сохранили право заседать в палате лордов парламента Великобритании. До 29 февраля 2024 года эту должность занимал Пол Батлер, но он ушёл на пенсию, после чего должность стала вакантной.

## Список епископов Линдисфарма
Епископы в Линдисфарне
- Айдан (635—651)
- Финан (652—661)
- Колман[англ.] (661—664)
- Туда[англ.] (664)
- В составе Йоркской епархии (664—678)
- Эта (678—685)
- Кутберт (685—687)
- Эдберт[англ.] (688—698)
- Эдфрид[англ.] (698—721)
- Этильвальд (721—740)
- Киневульф[англ.] (740—780)
- Хигбальд[англ.] (780—803)
- Эгберт[англ.] (803—821)
- Хитред[англ.] (823—830)
- Экгред[англ.] (830—845)
- Энберт[англ.] (845—854)
- Эрдульф[англ.] (854—875)

Епископы в Честер-ле-Стрит
- Кутред[англ.] (900 — ок. 915)
- Тилред[англ.] (ок. 915 — ок. 925)
- Уигред[англ.] (ок. 925—942?)
- Ухтред[англ.] (942?—?)
- Сексхельм[англ.] (?)
- Алдред (до 946—968?)
- Эльфсиг[англ.] (968?)
- Элдун (990—995)

## Список епископов Дарема
- Элдун (995—1018)
- Эдмунд (1021—1041)
- Эдред (1041—1042)
- Этельвик (1042—1056)
- Этельвин (1056—1071)
- Уильям Валшер (1071—1080)
- Вильгельм де Сен-Кале (1081—1096)
- Ранульф Фламбард (1099—1128)
- Джеффри Руфус (1133—1140)
- Уильям Комин (1141—1143)
- Уильям де Сент-Барб (1143—1153)
- Гуго де Пюизе (1153—1195)
- Филипп из Пуату (1197—1208)
- Ричард Пур (1209—1213)
- Морган (1213)
- Джон де Грей (1214)
- Ричард Марш[англ.] (1217—1226)
- Уильям Скот[англ.] (1226—1227)
- Ричард Пур (1229—1237)
- Томас де Мелсонби[англ.] (1237—1240)
- Николас Фарнэм[англ.] (1241—1249)
- Уолтер из Киркхэма[англ.] (1249—1260)
- Роберт Ститчил[англ.] (1260—1274)
- Роберт де Инсула[англ.] (1274—1283)
- Энтони Бек[англ.] (1284—1310)
- Ричард Келлоу[англ.] (1311—1316)
- Людовик (Льюис) де Бомонт (1317—1333)
- Ричард из Бери (1333—1345)
- Томас Хатфилд[англ.] (1345—1381)
- Джон Фордэм[англ.] (1382—1388)
- Уолтер Скирлоу (1388—1406)
- Томас Лэнгли[англ.] (1406—1437)
- Роберт де Невилл (1437—1457)
- Лоуренс Бут (1457—1476)
- Уильям Дадли (1476—1483)
- Джон Шервуд[англ.] (1484—1494)
- Ричард Фокс[англ.] (1494—1501)
- Уильям Сенхаус[англ.] (1502—1505)
- Кристофер Бейнбридж (1507—1508)
- Томас Рутхолл (1509—1523)
- Томас Уолси (1523—1529)
- Катберт Тансталл (1530—1552)
- Катберт Тансталл (1530—1552, 1554—1559)
- Упразднена (1654—1659)
- Джеймс Пилкингтон[англ.] (1561—1576)
- Ричард Барнс[англ.] (1577—1587)
- Мэтью Хаттон[англ.] (1589—1595)
- Мэтю Тобиас[англ.] (1595—1606)
- Уильям Джеймс[англ.] (1606—1617)
- Ричард Нил[англ.] (1617—1627)
- Джордж Мортень[англ.] (1627—1628)
- Джон Хаусон[англ.] (1628—1632)
- Томас Мортон[англ.] (1632—1646)
- Упразднена (1646—1660)
- Джон Косин (1660—1672)
- Натаниэль Крю[англ.] (1674—1722)
- Уильям Толбот[англ.] (1722—1730)
- Эдвард Чендлер[англ.] (1730—1750)
- Джозеф Батлер (1750—1752)
- Ричард Тревор[англ.] (1752—1771)
- Джон Эгертон[англ.] (1771—1787)
- Томас Терлоу[англ.] (1787—1791)
- Шют Баррингтон[англ.] (1791—1826)
- Уильям Ван Мильдерт[англ.] (1826—1836)
- Эдвард Молтби[англ.] (1836—1856)
- Чарльз Лонгли (1856—1860)
- Генри Монтегю Вильерс[англ.] (1860—1861)
- Чарльз Бэрринг[англ.] (1861—1879)
- Джозеф Барбер Лайтфут[англ.] (1879—1889)
- Брук Фосс Уэсткотт[англ.] (1890—1901)
- Хэндли Моул[англ.] (1901—1920)
- Хенсли Хенсон[англ.] (1920—1939)
- Элвин Уильямс[англ.] (1939—1952)
- Артур Рэмси (1952—1959)
- Морис Харланд[англ.] (1959—1966)
- Иан Рэмси[англ.] (1966—1972)
- Джон Хабгуд[англ.] (1973—1983)
- Дэвид Дженкинс[англ.] (1984—1994)
- Макл Тернбулл[англ.] (1994—2003)
- Томас Райт (2003—2010)
- Джастин Уэлби (2010—2013)
- Пол Батлер[англ.] (2014—2024)